# Kogelhoutskoolzwam
De kogelhoutskoolzwam (Daldinia concentrica) is een zakjeszwam behorend tot de orde Xylariales. Hij leeft saprotroof op dode stammen en dode plekken van loofbomen, zoals Fraxinus, berk (Betula), els (Alnus), eik (Quercus) en Fagus. Hij komt vooral voor in loofbossen en parken op voedselrijke bodem, ook in essenhakhout, populierenbossen en wilgenstruwelen. Zeer zelden groeit hij op naaldbomen.

## Kenmerken

### Uiterlijke kenmerken
De kogelhoutskoolzwam verschijnt eerst in de vorm van donkerbruine 'kogels' op dood hout. De vruchtlichamen worden later zwart en hard. Ze kunnen een doorsnede van 9 cm krijgen. De binnenzijde is grijsachtig zwart met glanzende banden. 
De sporenprint is zwart. 

### Microscopische kenmerken
De sporen ontwikkelen zich juist onder de oppervlakte.De asci meten 200 × 12μm. De ascosporen zijn elliptisch tot spoelvormig en meten 17 × 6–9 μm.

## Verspreiding
In Nederland komt de kogelhoutskoolzwam algemeen voor. Hij staat niet op de rode lijst en is niet bedreigd.